# Грибовский, Вячеслав Михайлович
Вячесла́в Миха́йлович Грибо́вский (1867—1924) — русский юрист и писатель, доктор государственного права, профессор, действительный статский советник.

## Биография
Происходил из православных поляков; Родился в Сувалках 29 июля 1867 года. В 1891 году окончил юридический факультет Петербургского университета. В 1891—1898 гг. служил чиновником Государственной комиссии погашения долгов, кандидатом при Кронштадтском военно-морском суде, делопроизводителем Главного военно-морского судного управления. С 1903 года служил начальником отделения канцелярии министра путей сообщения, а с 1908 — чиновником Главного управления по делам местного хозяйства Министерства внутренних дел.
Одновременно, он занимался преподавательской деятельностью. С 1896 года состоял приват-доцентом Императорского Санкт-Петербургского университета, читал курс «Государственные учреждения Византии». В 1897 году защитил магистерскую диссертацию «Народ и власть в Византийском государстве», в 1901 — докторскую диссертацию «Высший суд и надзор в России в первую половину царствования Императрицы Екатерины Второй». С 1905 года преподавал историю русского права в Петербургском археологическом институте.
В 1909—1911 состоял профессором Новороссийского университета, в 1912—1917 — ординарным профессором кафедры истории русского права Петербургского университета. С 1 января 1914 года состоял в чине действительного статского советника; был награждён орденами Св. Владимира 4-й ст. (1907) и Св. Анны 2-й ст. (1906), Св. Станислава 2-й ст. (1904).
Опубликовал ряд трудов по истории права. По политическим взглядам примыкал к октябристам. Писал статьи на общественно-политические темы в газетах «Неделя», «Русь», «Новое Время», «Слово», «Народное Хозяйство» и «Биржевые Ведомости». Сотрудничал в журналах «Вестник всемирной истории», «Исторический вестник», «Русский архив» и др.
В ноябре 1917 года, после прихода к власти большевиков, переехал в Томск, в 1917—1919 гг. состоял профессором Томского университета. В 1920 году был избран проректором Владивостокского политехнического института, но в этом же году эмигрировал в Латвию, поселился в Риге. Состоял профессором Латвийского университета, директором Славянской гимназии в Риге, читал курс военной психологии на офицерских курсах.
Скончался 21 февраля 1924 года; похоронен на Покровском кладбище в Риге.
Жена — Мария Александровна Грибовская, урожд. Теплова.

## Сочинения
Научные труды:
- «Народ и власть в Византийском государстве» (СПб., 1897; магистерская диссертация);
- «Высший суд и надзор в России в первую половину царствования Екатерины Второй» (СПб., 1902; докторская диссертация);
- «Памятники русского законодательства XVIII в. Выпуск I. Эпоха Петровская» (СПб., 1907);
- «Государственное устройство и управление Российской империи» (Одесса, 1912).
- Древнерусское право. Вып. 1-2. — Пг.: Тип. Двигатель, 1915—1917. — 2 т.

Беллетристика:
- «Студенческие рассказы» (СПб., 1896);
- «В годы юности» (повести и рассказы, СПб., 1902)
- «Под грозой» (Повесть из эпохи Пугачёвщины) (СПб., 1904)